# James D. Duncan
James D. Duncan, né 1806 à Coleraine et mort le 28 septembre 1881 à Montréal, est un artiste peintre et un professeur de dessin canadien originaire d'Irlande.

## Biographie
Natif de l'Irlande du Nord, Duncan émigre au Bas-Canada en 1825. En 1830, il s'installe à Montréal et effectue à l'occasion des voyages à Québec et à Niagara. Il fonde avec Cornelius Krieghoff, la Société des artistes de Montréal en 1847. Jacques Viger lui confie certaines commandes dont les aquarelles de son album. Il réalise de nombreuses vues de Montréal : plusieurs de ses aquarelles servirent à illustrer des magazines dont le Canadian Illustrated News (Montréal) et l’Illustrated London News. En 1864, il prend part à une entreprise commerciale, la Duncan and Company, firme d’imprimeurs lithographes, graveurs et dessinateurs.

## Galerie

Montréal depuis la montagne (1830-1831) par Duncan

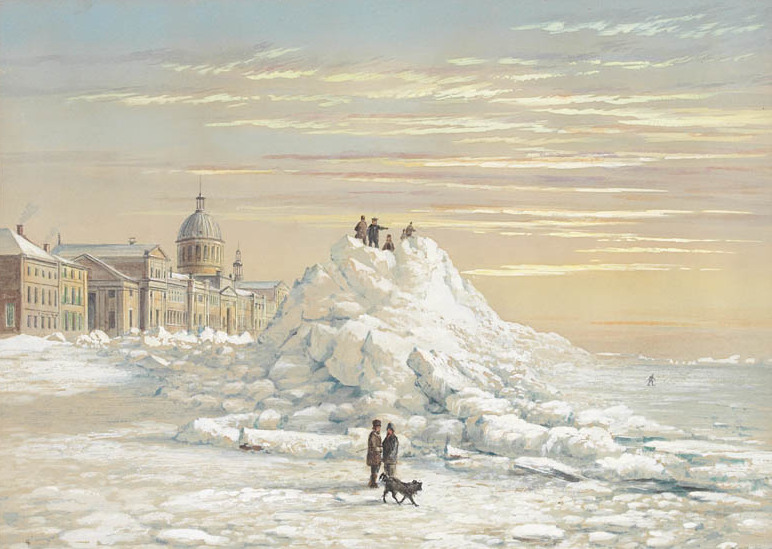
Un tas de glace devant l'édifice du marché, Montréal (Québec), vers 1854, collection Peter Winkworth. Bibliothèque et Archives Canada, e000996227
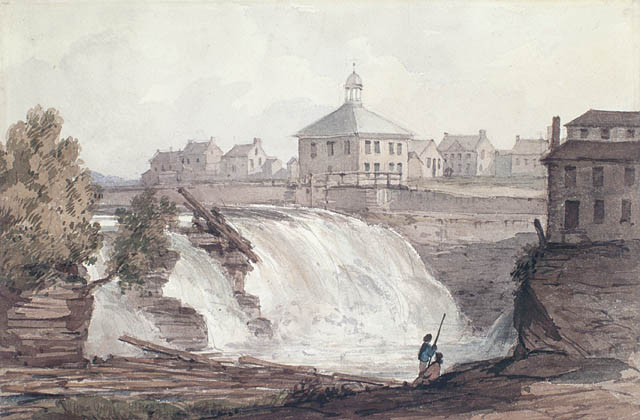
Une partie des chutes Chaudière vues de Hull, Canada-Est, Bibliothèque et Archives Canada 1970-188-2153; W.H. Coverdale collection Canadiana
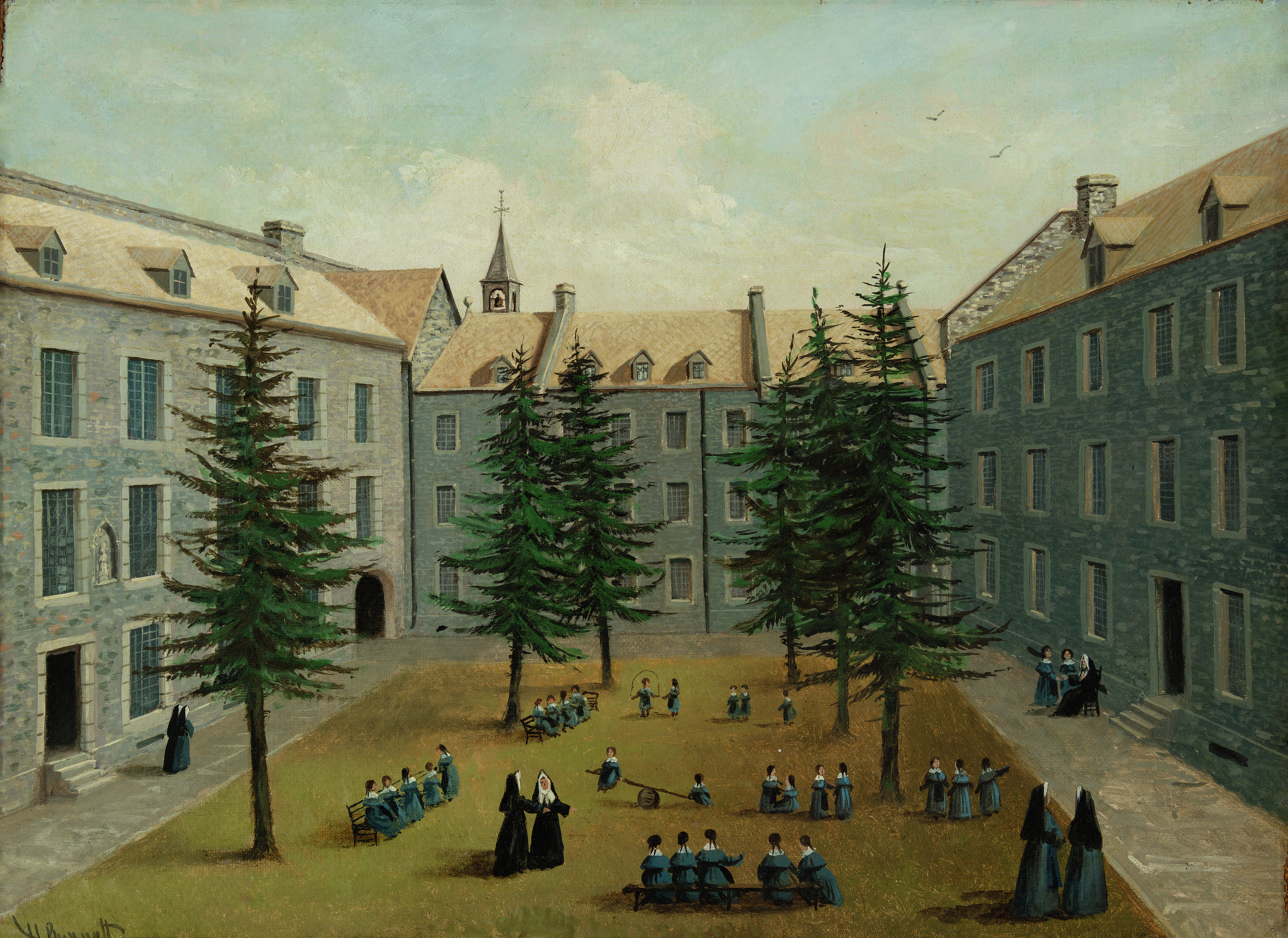
Congrégation Notre-Dame, Montréal

Une exposition de ses œuvres montrant le Montréal des années 1830 à 1880 intitulée "Montreal en devenir est exposé dans le cadre du musée McCord Stewart sur Sherbrook street west.

## Publications
- Hochelaga depicta : the early history and present state of the city and island of Montreal, 1839 [5]